# Plunomia transversa
Plunomia transversa är en tvåvingeart som beskrevs av Malloch 1940. Plunomia transversa ingår i släktet Plunomia och familjen markflugor. Inga underarter finns listade i Catalogue of Life.